# Mamer (Fluss)
Die Mamer (luxemburgisch Mamerⓘ) ist ein knapp 27 Kilometer langer linker Nebenfluss der Alzette in Luxemburg.

## Geographie

### Verlauf
Die Mamer entspringt östlich von Hivingen auf einer Höhe von 359 m.
Sie fließt durch die Ortschaften Holzem, Mamer, Kopstal und Schoenfels. Sie mündet schließlich auf einer Höhe von 214 m bei Mersch wenige Meter vor der Eisch von links in die Alzette.

### Zuflüsse
- Wëlleschbaach (links), 2,3 km, 1,38 km², bei Holzemermillen, 300 m
- Bräderbaach (rechts), 2,9 km, bei Holzem, 297 m
- Faulbaach (links), 0,7 km (mit Meneschbach[3] 5,3 km),  in Mamer, 285 m
- Kielbaach (links), 7,6 km[4],  bei Thillsmillen, 265 m
- Riedelbaach (Rielbaach) (links), 1,6 km, bei Neimaxmillen 264 m
- Lédeleschbur (links), 1,5 km, nordnordöstlich von Kopstal